# (18957) Mijacobsen
(18957) Mijacobsen (2000 QE128) – planetoida z pasa głównego asteroid okrążająca Słońce w ciągu 3,31 lat w średniej odległości 2,22 j.a. Odkryta 24 sierpnia 2000 roku.